# Endosperma

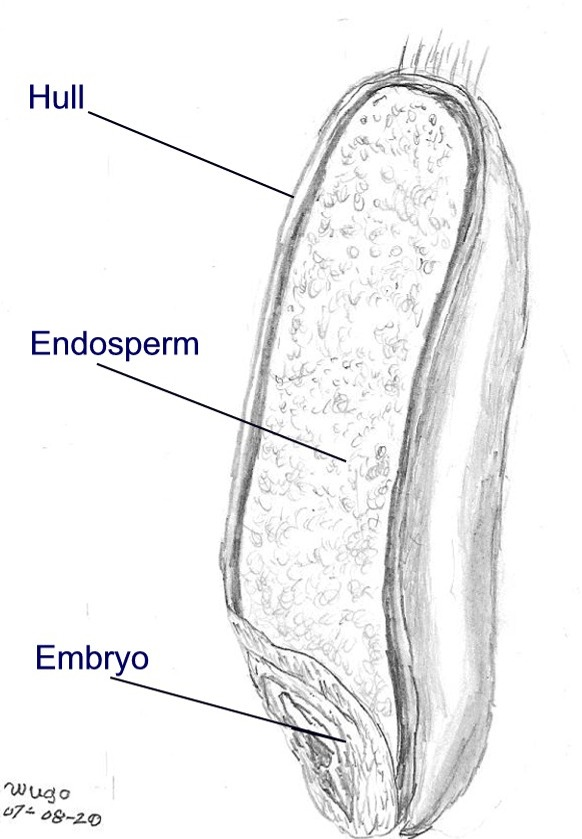
Endosperma

L'endosperma è un tessuto vegetale tipicamente triploide (in cui ogni cellula possiede tre cromosomi per tipo) che avvolge l'embrione nell'interno dei semi di molte piante con fiori. Fornisce la nutrizione all'embrione che si sta sviluppando. È principalmente composto di amido, ma può contenere anche olii e proteine.
L'endosperma è il risultato della fecondazione da parte di un gamete maschile proveniente dal polline dei due corpi polari all'interno del centro dell'ovario (mentre un altro gamete fertilizza la cellula uovo).
I semi di alcune piante assorbono l'endosperma nei loro cotiledoni, che poi diviene la maggiore sorgente di nutrimento durante lo sviluppo. La maggior parte, comunque, mantiene il tessuto così com'è.
I cereali vengono coltivati per i loro frutti palatabili (grani), che contengono una grande quantità di endosperma. L'endosperma è la parte che viene generalmente favorita per l'alimentazione, mentre altre parti del frutto vengono spesso rimosse o ignorate. L'endosperma svolge così un ruolo di vitale importanza nel mondo per l'alimentazione umana.